# 谷口登司夫
谷口 登司夫（たにぐち としお、 - 2014年2月24日）は、日本の編集技師。日本映画・テレビ編集協会（J.S.E.）所属。
姉が大映京都撮影所で経理の仕事をしており、その縁で撮影所に子供の頃から出入りし、子役として『手をつなぐ子等』（稲垣浩監督、1948年）や『山猫令嬢』（森一生監督、1948年）などの映画に出演した。高校の頃、友人と共に撮影所を見学しに行ったところ、顔なじみの社員に声をかけられて大映に入社することとなり、最初の1年ほどは照明部門に配属された。その後編集部門に移る。

## 主な編集作品

### 映画
座頭市シリーズ
- 続・座頭市物語 （1962年）
- 座頭市逆手斬り （1965年）
- 座頭市海を渡る （1966年）
- 座頭市鉄火旅 （1967年）
- 座頭市血煙り街道 （1967年）
- 座頭市喧嘩太鼓 （1968年）
- 座頭市と用心棒 （1970年）
- 座頭市あばれ火祭り （1970年）
- 新座頭市・破れ!唐人剣 （1971年）
- 座頭市御用旅 （1972年）
- 新座頭市物語 折れた杖 （1972年）
- 座頭市 （1989年）

子連れ狼シリーズ
- 子連れ狼 子を貸し腕貸しつかまつる （1972年）
- 子連れ狼 三途の川の乳母車 （1972年）
- 子連れ狼 死に風に向う乳母車 （1972年）
- 子連れ狼 親の心子の心 （1972年）
- 子連れ狼 冥府魔道 （1973年）
- 子連れ狼 地獄へ行くぞ!大五郎 （1974年）

- 酔いどれ博士 （1966年）
- 兵隊やくざ 脱獄 （1966年）
- 大魔神逆襲 （1966年）
- 忍びの者 新・霧隠才蔵（1966年）
- ある殺し屋 （1967年）
- 悪名一代 （1967年）
- なみだ川 （1967年）
- 若親分兇状旅 （1967年）
- 悪名十八番 （1968年）
- 続やくざ坊主（1968年)
- 秘録おんな蔵 (1968年)
- とむらい師たち（1968年）
- 妖怪大戦争 （1968年）
- 出獄四十八時間 （1969年）
- 関東おんな極道 （1969年）
- 東海道お化け道中 （1969年）
- 関東おんな悪名 （1969年）
- 秘剣破り （1969年）
- 四谷怪談 お岩の亡霊 （1969年）
- 刑務所破り （1969年）
- 尻啖え孫市 （1969年）
- 眠狂四郎 円月殺法 （1969年）
- 二代目若親分 （1969年）
- 眠狂四郎 卍斬り （1969年）
- 人斬り （1969年）
- 忍びの衆 （1970年）
- おんな極悪帖 （1970年）
- あぶく銭 （1970年）
- ママいつまでも生きてね （1970年）
- 皆殺しのスキャット （1970年）
- 秘録 長崎おんな牢 （1971年）
- 顔役 （1971年）
- 片足のエース （1971年）
- 若き日の講道館 （1971年）
- 蜘蛛の湯女 （1971年）
- 新兵隊やくざ 火線 （1972年）
- 桜の代紋 （1973年）
- 御用牙 かみそり半蔵地獄責め （1973年）
- 御用牙 鬼の半蔵やわ肌小判 （1974年）
- 悪名 縄張荒らし （1974年）
- 無宿 （1974年）
- 本陣殺人事件 （1975年）
- ギャンブル一家 チト度が過ぎる （1978年）
- 雪華葬刺し （1982年）
- トロピカルミステリー 青春共和国 （1984年）
- 犬死にせしもの （1986年）
- 首都消失（1987年）
- グーッドグーッド ヤッピとワイズとゾーラの物語 （1987年）
- 森の向う側 （1988年）
- 利休 （1989年）
- 浪人街 （1990年）
- 3-4X10月 （1990年）
- もうひとつの原宿物語 （1990年）
- 真夏の少年 （1991年）
- 豪姫 （1992年）
- RAMPO （黛バージョン） （1994年）
- 第三の極道 （1995年）
- 卍舞2 妖艶三女濡れ絵巻 （1995年）
- チンピラぶるーす ど・アホ! （1996年）
- 卍舞III いかせてあげる、極楽浄土 （1996年）
- 陽炎3 （1997年）
- 陽炎IV （1998年）
- ザ・ハリウッド （1998年）
- 二人日和 （2004年）
- 小津の秋 （2007年）

### テレビドラマ
- 新諸国物語 笛吹童子 （1972年、TBS）[4]
- 夫婦旅日記 さらば浪人 （1976年、フジテレビ）
- 八つ墓村 （1978年、毎日放送）
- 徳川の女たち （1980年、フジテレビ）
- 警視-K （1980年、日本テレビ）
- 剣客商売 辻斬り （1982年、フジテレビ）
- 悪魔の手毬唄 （1990年、TBS）
- 御家人斬九郎 （1995年 - 2001年、フジテレビ）
- 盤嶽の一生 （2002年、フジテレビ）
- 夜桜お染 （2003年、フジテレビ）
- 御用牙 （2004年、時代劇専門チャンネル）

## 受賞歴
- 1990年 第13回日本アカデミー賞：優秀編集賞『利休』
- 1991年 第14回日本アカデミー賞：優秀編集賞『3-4X10月』『浪人街』[5]
- 2006年 第60回毎日映画コンクール：技術賞（編集）『二人日和』